# Wilde sorgo
Wilde sorgo (Sorghum halepense) is een grassoort. Ze wordt 0,50 tot 1,70 m hoog en bloeit van juli tot oktober. Oorspronkelijk komt de plant uit West-Azië en Noordoost-Afrika, maar is in de twintigste eeuw ook terechtgekomen in Nederland en België waar de plant is verwilderd. De plant houdt van vochtige, voedselrijke, warme, onbewerkte grond, en is langs bermen en waterkanten aan te treffen.